# Санта-Катарина (Калдаш-да-Раинья)
Санта-Катарина (порт. Santa Catarina) — район (фрегезия) в Португалии, входит в округ Лейрия. Является составной частью муниципалитета Калдаш-да-Раинья. По старому административному делению входил в провинцию Эштремадура. Входит в экономико-статистический субрегион Оэште, который входит в Центральный регион. Население составляет 3282 человека на 2001 год. Занимает площадь 19,94 км².
Покровителем района считается Святая Катарина (порт. Santa Catarina).